# Donald Adamson
Pour les articles homonymes, voir Adamson.
Donald Adamson, né le 30 mars 1939 et mort le 18 janvier 2024,, est un historien et biographe britannique.
Célèbre critique littéraire spécialisé en littérature française, on lui doit surtout Blaise Pascal: Mathematician, Physicist, and Thinker about God, ainsi qu’une étude approfondie du roman majeur d'Honoré de Balzac, Illusions perdues.

## Biographie
Adamson passe sa jeunesse à Lymm dans le Cheshire où son père est agriculteur. De 1949 à 1956, il est scolarisé au Manchester Grammar School, avant de poursuivre ses études au Magdalen College à Oxford où il est nommé B.A. puis B.Litt. (Licencié ès lettres). Il devient « Zaharoff Travelling Scholar » de l’université d'Oxford en 1959–1960. À l'université Paris-Sorbonne il prépare, sous la direction de Pierre-Georges Castex, une étude génétique et littéraire de cet autre roman de Honoré de Balzac, Le Cousin Pons. Jean Seznec, de l'All Souls College à Oxford, dirige ses recherches dans cette université, où il soutient une thèse doctorale (D.Phil.) sur le thème de Balzac et les beaux-arts. De 1964 à 1965, il est lecteur d’anglais au lycée Louis-le-Grand à Paris, où il a pour élève Laurent Fabius.
Il exerce ensuite les fonctions de professeur de la littérature française à l’université de Londres. À l’université de Cambridge, Adamson participe, en tant que fellow invité, à l’activité intellectuelle du Wolfson College depuis 1989.
Élu fellow de la Royal Society of Literature, de la Royal Historical Society, de la Society of Antiquaries of London et nommé honoraire du Chartered Institute of Linguists, il est aussi chevalier du Tastevin en Bourgogne.
En Angleterre de 1983 à 2009, Adamson exerce la fonction de juge de paix (JP) à la Cité de Londres puis aux Cornouailles.

## Portée de travail
Sa thèse complémentaire sur Le Cousin Pons, d’où s’est développé un livre, s’appuie entièrement sur le manuscrit, les épreuves et l’édition préoriginale de ce roman, conservés à cette époque à la bibliothèque Spoelberch de Lovenjoul à Chantilly : il s’agit, autrement dit, d’une étude de genèse. Adamson y démontre que la première intention de Balzac était de faire du Cousin Pons (dénommé à l’origine Le Bonhomme Pons, Le Vieux Musicien, Le Parasite, Les Deux Musiciens) un conte ou une nouvelle. Le narrateur en écrivit pourtant un roman à l’instar de La Cousine Bette, ouvrage avec lequel cette première ébauche se trouvait jumelée dans son diptyque, Les Parents pauvres. D’où certaines contradictions narratives, que Balzac n’a pu surmonter ; d’où également l’assombrissement — voire, le clair-obscur — qui caractérisent les deux tiers ultimes de cette dernière fiction de La Comédie humaine.
Dans son ouvrage sur Illusions perdues,  Adamson — sans vouloir en faire une étude génétique — contraste les procédés narratifs fort différents dont se sert Balzac pour représenter la capitale et la province (angoumoise) : c’est, en 1981, la première fois que la critique littéraire aborde Illusions perdues de ce point de vue. Adamson en souligne l’ambiguïté de la perspective narrative, à tel point (pour H. de Balzac) que « la fiction » se révèle être « la vérité », tandis que « la vérité » s’avère appartenir au domaine de la fiction (apparences trompeuses desquelles le théâtre est la représentation métaphorique). Il y démêle aussi les effets réciproques du déterminisme et du hasard. Mettant en évidence les éléments autobiographiques du roman, il défriche le rôle équivoque de la loi et du journalisme dans Illusions perdues: il examine l’influence néfaste qu’y exerce le journalisme sur l’opinion publique.
Dans sa biographie de Blaise Pascal, Adamson analyse l’apport scientifique de ce polymathe à la pensée européenne, tant pour la physique que pour les mathématiques, ainsi que son activité de moralisateur (Les Lettres provinciales), de moraliste (Les Pensées) et d’apologiste chrétien — sinon de théologien tout court. Il y explore la perception que se fait Pascal des contradictions de la nature humaine, et la profonde érudition de cet écrivain pour tout ce qui regarde les traditions chrétiennes, judaïques et rabbiniques. Il y consacre un chapitre au pari de Pascal.
Adamson est également le traducteur de deux romans d'Honoré de Balzac (La Rabouilleuse et Ursule Mirouët) et d’un choix de 26 contes de Guy de Maupassant.
En ce qui concerne l’influence et la renommée d'Honoré de Balzac à l’extérieur de la France, Adamson a publié deux études de littérature comparée, dont l’une se consacre exclusivement au Père Goriot tandis que dans l’autre, il analyse le rayonnement de La Comédie humaine en général.
Adamson a aussi étudié la découverte de l’Espagne par les voyageurs français et l’influence de la peinture espagnole (Le Greco, Francisco de Zurbarán, José de Ribera, Diego Vélasquez, Francisco de Goya) sur les ouvrages des écrivains romantiques français (Théophile Gautier, Prosper Mérimée, Edgar Quinet, Victor Hugo). Il en existe un abrégé : « Interprètes français de la peinture espagnole à l’époque romantique », « Ensayos de Literatura Europea e Hispanoamericana ».
Au Reference Guide to World Literature (2e éd), publié en 1995, il a contribué à l'écriture d'articles sur La Cousine Bette, Eugénie Grandet, Illusions perdues, Les Trois Mousquetaires, Anatole France, Théophile Gautier, Edmond de Goncourt et Jules de Goncourt, L'Abandonné et La Parure de Guy de Maupassant, et sur Blaise Pascal.
Membre de « L'Année balzacienne », il est de 1972 à 1992, le rapporteur britannique de l’activité critique et littéraire des chercheurs balzaciens.
Il écrit aussi une histoire des grands maîtres de l'ordre de Saint-Jean de Jérusalem et de ses activités en France.

## Principaux écrits d'Adamson relatifs à la littérature française
- “Le Père Goriot: Notes towards a Reassessment”, « Symposium »: 1965, p. 101–114[30].
- “The Genesis of Le Cousin Pons”, « Oxford University Press »: 1966[31].
- “The Black Sheep” (La Rabouilleuse), « Penguin Books »: Londres, 1970.
- “Stendhal and Balzac as Connoisseurs of Italian Art: Balzac and the Nineteenth Century”, « Studies in French Literature »: Londres, 1972, p. 123–141.
- “Ursule Mirouët”, « Penguin Books »: Londres, 1976.
- “Balzac : Illusions perdues”, « Grant & Cutler (en) », Londres, 1981.
- “Le Père Goriot devant la critique anglaise”, « L'Année balzacienne », 1986, p. 261–279.
- “Purity and Impurity in Le Père Goriot”, « Quinquérème », 1989, p. 35–51.
- “Les Romantiques français devant la peinture espagnole”, « Blackgate Press »: Londres, 1989[32].
- “The Priest in Balzac’s Fiction: Secular and Sacred Aspects of the Church”, « Ideology and Religion in French Literature: Essays in Honour of Brian Juden (en) »[33], 1990, p. 1–22[34].
- “La Réception de La Comédie humaine en Grande-Bretagne au XXe siècle”, « L'Année balzacienne », 1992, p. 391–420.
- “Maupassant: Bed 29 and Other Stories”, « Folio Society »: Londres, 1993.
- “Blaise Pascal: Mathematician, Physicist, and Thinker about God”, « Macmillan »: Londres et New York, 1995.
- “Pascal’s Views on Mathematics and the Divine”, « Mathematics and the Divine: A Historical Study » (éd. Teun Koetsier (nl) et Luc Bergmans), « Elsevier »: Amsterdam, 2005, p. 405–421.
- “A Visit to Provence and Languedoc”, « The Cornish Banner »: Cornwall, 2016.

## Honneurs et distinctions

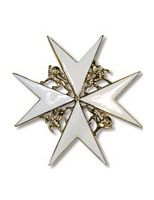
Étoile du chevalier de Saint-Jean (KStJ)

- Chevalier de l'ordre des Palmes académiques (1986)
- Chevalier de justice du très vénérable ordre de Saint-Jean (1998)[35]
- Croix pro Merito Melitensi (2013)
- Officier de l'ordre des Arts et des Lettres (2022)[36]

### Nominations
(sélection)
- Fellow de la Royal Society of Literature (FRSL)
- Maître de la vénérable compagnie des Corroyeurs de Londres[37].